# Oscar Obedeanu
Oscar Obedeanu (n. 14 aprilie 1868, București - d. 11 ianuarie 1915, București) a fost un pictor român.

## Biografie
Face parte dintr-o veche familie de boieri olteni.
A urmat cursurile Institutului Arnold din Craiova în jurul anului 1875, tatăl său fiind stabilit în localitate în această perioadă ca militar. A primit cel mai mare premiu al școlii, coroana de lauri, aurită.
În anul 1878 a urmat, la București, cursurile Institutului Schewitz, familia fiind mutată de la Craiova. Între anii 1878 și 1882 urmează liceul la Bârlad. Iar începând cu 1886 urmează cursurile Școlii de Belle Arte din București, condusă de pictorul Theodor Aman, primind medalia de argint pentru compoziție.
S-a format sub influența pictorilor Theodor Aman și Nicolae Grigorescu, dar și a povestirilor tatălui său, colonel în timpul Războiului de Independență din 1877-1878 și a albumelor existente în biblioteca familiei.
În octombrie 1886, în urma unui concurs, Oscar Obedeanu a intrat la Akademie der Bildenden Künste din München, unde studiau și Ludovic Dolinschi și Ștefan Luchian. A absolvit-o în anul 1893 primind medalia de argint pentru un tablou referitor la Războiul de Independență. După absolvire a călătorit în Europa studiind în cele mai importante galerii de artă.
A evocat momentul istoric 1877-1878, într-o serie de desene în tuș sepia cu peniță sau creion, pregătitoare pentru compozițiile pictate, cum sunt Atacul redutei Grivița și căderea eroică a căpitanului Valter Mărăcineanu, Osman Pașa rănit și ofițeri ai Marelui Stat Major Român.
Obedeanu a prezentat la expoziția din 1889, organizată de C.I. Stăncescu în cinstea sărbătoririi a 25 de ani de la înființarea Societății Ateneul Român, picturile intitulate Dorobanț, Sentinelă, Dorobanț în viscol, Despărțirea de ostași, Vedete de călărași, Curcanii în redută.
Între lucrările executate la comandă se numără tabloul Ștefan cel Mare la Rahova pentru Universitatea din Iași care, mai apoi, a fost dăruit Muzeului Militar Central.
Referindu-se la pictura care prezenta "Escadronul regimentului de Gorj, atacând pe turci în fugă, după luarea redutei Vidin", cronicarul Barbu Ștefănescu Delavrancea o considera "o pagină vie și mișcătoare care dovedește un fenomen foarte rar: un copil minune" (Revista nouă din 15 martie 1889).

## Distincții
Prin decretul 2865 din iulie 1906, Ministerul Instrucțiunii i-a acordat pictorului Oscar Obedeanu Medalia „Bene Merenti” clasa a II-a.

## Picturi în muzee
În administrarea Muzeului de Artă Brașov se află pictura în ulei pe pânză „Mihai Viteazul la Călugăreni”. 

## In memoriam
- O stradă din București, Sectorul 2, cod poștal 021565, poartă numele Obedeanu Oscar, pictor[5]
- O stradă din Craiova, cod poștal 200217, poartă numele Obedeanu Oscar, pictor[6]

Poșta română a tipărit două mărci poștale cu reproduceri de picturi de Oscar Obedeanu:
- în 1975 cu reproducerea picturii „Bătălia” de la Vaslui”, cu valoarea nominală de 55 bani.
- în 1977 cu reproducerea picturii „Dorobanțul”, cu valoarea nominală de 55 bani.

## Galerie

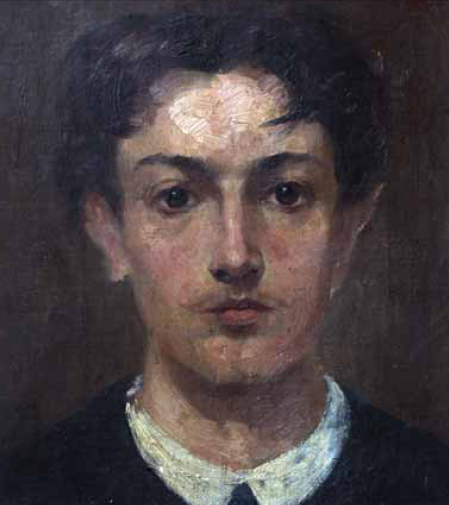
Oscar Obedeanu - Autoportret
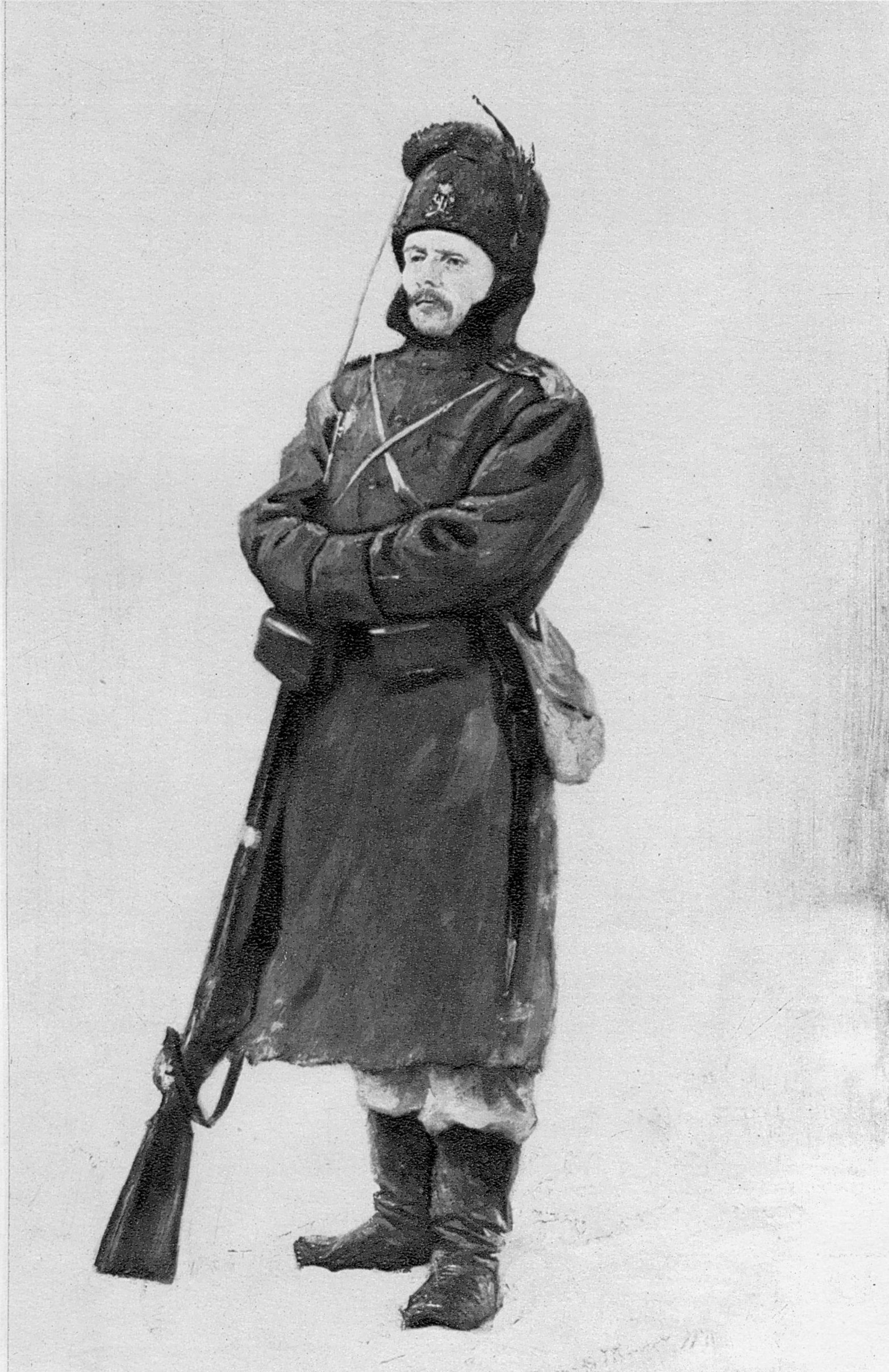
Oscar Obedeanu - Sentinelă
Oscar Obedeanu - Glorificarea Olteniei